# Aiszaka Júka
Aiszaka Júka (相坂優歌; Hepburn: Yūka Aisaka; Csiba-ken, 1990. szeptember 5. –) japán szinkronszínésznő és énekes, az Apte Pro ügynökség gondozásában.

## Filmográfia

### Televíziós animesorozatok
- Hamatora (2014), tanuló (a 10. epizódban)
- JoJo no kimjó na bóken: Stardust Crusaders (2014), „D”-lány tanuló (a 2. epizódban)
- Amagi Brilliant Park (2014), Musze[2]
- Ore, Twin-Tail ni narimaszu (2014), Tail Blue[3]
- Szakura Trick (2014), Noda Kotone[4]
- Dzsinszei (2014), Nanasze
- Szeikoku no Dragonar (2014), Orletta Blanc, Frida Shelley, női hallgatók
- Akame ga Kill! (2014), „C”-tolvaj (a 15. epizódban)
- Etotama (2015), Uszatan[5]
- Jókamacsi no Dandelion (2015), Szató Hana[6]
- Rakudai kisi no Chivalry (2015), Kuszakabe Kagami[7]
- Somin Sample (2015), Tódzsó Kae
- Active Raid (2016), Jamabuki Hinata[8]
- Ange Vierge (2016), Hinata Miumi[9]
- Majoiga (2016), Maszaki[10]
- ViVid Strike! (2016), osztálytársak

### Videojátékok
- Chronos Materia (nem jelent meg), Iris[11]
- Ange Vierge: Girls Battle (2013), Hinata Miumi[12]
- Sigotonin: Osioki Collection (2013), Hajasze Nadesiko, kisebb szerepek
- Szaikjó Gakuen Knuckle Bout (2014), Aiszaka Júka[13]
- Daikaidzsú Ultra Frontier (2014), Yumi Zamshire, Hunterball[14]
- Blade & Soul (2014), Glenn Marina[15]
- 5-ri no koi Prince: Himicu no keijaku kekkon (2015), Yui Lee[16]
- Quiz RPG: The World of Mystic Wiz (2015), Rovi Freuise
- Sironeko Project (2015), Colin Tsuchimikado[17]
- Rage of Bahamut (2015), Marisa[18]
- Atelier Sophie: The Alchemist of the Mysterious Book (2015), Sophie Neuenmuller[19]
- Princess Connect! (2015), Fio, Nebia[20]
- Idol Connect: Asterisk Live (2016), Szeracuki Jui[21]
- Endride: X Fragments (2016), Kurobeni[22]
- Hortensia Saga: Blue Knights (2016), Adelina[23]
- Dragon Genesis: Szeiszen no kizuna (2016), Bahamut[24]
- Teruhosi no Rebellion (2016), Dengeki App-csan[25]

## Diszkográfia

### Kislemezek
| Megjelenés         | Cím             | Katalógusszám      | Katalógusszám | Oricon-helyezés |
| Megjelenés         | Cím             | Korlátozott kiadás | Sima kiadás   | Oricon-helyezés |
| ------------------ | --------------- | ------------------ | ------------- | --------------- |
| 2016. január 27.   | Tómei na jozora | VTZL–106           | VTCL–35221    | 44              |
| 2016. augusztus 3. | Cerulean Squash | VTZL–114           | VTCL–35234    | 32              |